# Sabulodes himerata
Sabulodes himerata är en fjärilsart som beskrevs av Achille Guenée 1858. Sabulodes himerata ingår i släktet Sabulodes och familjen mätare. Inga underarter finns listade.